# Irving Stone
Irving Stone (ur. 14 lipca 1903 w San Francisco, zm. 26 sierpnia 1989 w Los Angeles) – amerykański pisarz, autor zbeletryzowanych biografii artystów, pisarzy i uczonych.

## Publikacje
- Pasja życia (Lust for Life, 1934) – oparta na biografii Vincenta van Gogha
- Jack London: Żeglarz na koniu (Sailor on Horseback, 1938) – oparta na biografii Jacka Londona
- They Also Ran, 1944 i 1966
- Adversary in the House, 1947 - oparta na życiu Eugene V. Debs i jego żony Kate
- The Passionate Journey, 1949 - oparta na biografii Johna Noble’a
- Miłość jest wieczna (Love is Eternal, 1954) – oparta na historii małżeństwa Abrahama Lincolna i Mary Todd
- Udręka i ekstaza (The Agony and the Ecstasy, 1961) – oparta na biografii Michała Anioła
- Pasje utajone czyli życie Zygmunta Freuda (The Passions of the Mind, 1971) – oparta na biografii Zygmunta Freuda
- Grecki skarb (The Greek Treasure, 1975) – oparta na historii odkrycia Troi Heinricha Schliemanna
- Opowieść o Darwinie (The Origin, 1980) – oparta na biografii Karola Darwina
- Bezmiar sławy (Depths of Glory, 1985) – oparta na biografii Camille’a Pissarro
- W imieniu obrony (For the Defense) – oparta na biografii Clarence’a Darrowa
- Those Who Love - oparta na biografii Johna Adamsa